# ماري لورد
ماري لورد (بالإنجليزية: Mary Lord)‏ هي صحفية أمريكية، ولدت في عقد 1950.